# Narathura wildei
Narathura wildei är en fjärilsart som beskrevs av William Henry Miskin 1891. Narathura wildei ingår i släktet Narathura och familjen juvelvingar. Inga underarter finns listade i Catalogue of Life.